# Viera East
Viera East es un lugar designado por el censo ubicado en condado de Brevard en el estado estadounidense de Florida. En el Censo de 2010 tenía una población de 10.757 habitantes y una densidad poblacional de 816,45 personas por km².

## Geografía
Viera East se encuentra ubicado en las coordenadas 28°15′44″N 80°42′52″O / 28.26222, -80.71444. Según la Oficina del Censo de los Estados Unidos, Viera East tiene una superficie total de 13.18 km², de la cual 13.13 km² corresponden a tierra firme y (0.31%) 0.04 km² es agua.

## Demografía
Según el censo de 2010, había 10.757 personas residiendo en Viera East. La densidad de población era de 816,45 hab./km². De los 10.757 habitantes, Viera East estaba compuesto por el 87.92% blancos, el 4.79% eran afroamericanos, el 0.18% eran amerindios, el 3.25% eran asiáticos, el 0.01% eran isleños del Pacífico, el 1.12% eran de otras razas y el 2.72% pertenecían a dos o más razas. Del total de la población el 7.94% eran hispanos o latinos de cualquier raza.